# Werner Krieglstein
Werner Krieglstein (* 2. März 1937 in Obersekerschan bei Mies, Tschechoslowakei) ist ein deutscher Künstler und Kunsterzieher, der als Bildhauer und Zeichner im Bereich der Konkreten Kunst und Kinetik arbeitet. Er lebt in Stadtallendorf-Schweinsberg bei Marburg.

## Leben
Werner Krieglstein studierte von 1958 bis 1963 an der Hochschule für Bildende Künste in Kassel Bildhauerei (bei Bernhard Graf von Bylandt-Rheydt) und Kunstpädagogik. Von 1965 bis 2000 arbeitete er als Kunsterzieher am Gymnasium Philippinum in Marburg. Von 1978 bis 2000 war er Lehrbeauftragter am Institut für Graphik und Malerei der Philipps-Universität Marburg. Werner Krieglstein zeigte seine Arbeiten in zahlreichen Einzel- und Gruppenausstellungen der konstruktiven und kinetischen Kunst im In- und Ausland.

## Werk
Durch die intensive Auseinandersetzung mit der Bauhaus-Lehre während seines Studiums in Kassel ging Krieglstein von der menschlichen Figur zur Abstraktion über. In seinem Frühwerk verwendete er die klassischen Bildhauer-Materialien Stein und Bronze. Zunehmend orientierte er sich an den Arbeiten der Schweizer Konkreten Künstler Max Bill und Richard Paul Lohse (mathematische, systematische Prinzipien).
Ab 1964 beschäftigte er sich mit Licht und Transparenz und fand in dem neuen Werkstoff Plexiglas/ Acrylglas die entsprechende Möglichkeiten dafür (vgl. Naum Gabo, Realistisches Manifest). Zu seinem Hauptwerk gehören die zwischen 1964 und 2003 entstandenen Plexiglas-Zylinder und -Bodenplastiken sowie teils großformatige Zeichnungen, die oft in  Beziehung zu den Plexiglaszylindern entstanden. 1989 erhielt er den Auftrag zur Wandgestaltung im Eingangsbereich der Großsporthalle am Georg-Gaßmann-Stadium Marburg.
Nach 2004 verwendete Werner Krieglstein in seinem Spätwerk das traditionelle Material Holz  und schuf Skulpturen, die aus unterschiedlichen Elementen/ Modulen zu Stelen oder „Knoten“ zusammengefügt sind.

## Ausstellungen
- 1967 Vom Konstruktivismus zur Kinetik. 1917–1967, Galerie Denise René/ Hans Mayer, Krefeld
- 1968 Systematische Programme, Galerie Teufel, Koblenz
- 1968 public eye, Kunsthaus, Hamburg
- 1969 Konstruktive Kunst: Elemente und Prinzipien, Parallelausstellung zur Biennale Nürnberg, Modern Art Museum, München
- 1970 Galerie Teufel, Koblenz (Einzelausst., mit Jörg Czischke)
- 1971 Plus-Kern, gent (Einzelausst., mit Hartmut Böhm und Kunibert Fritz)
- 1973 Galerie Sincron, Brescia (Einzelausst., mit Kunibert Fritz und Klaus Staudt)
- 1973 Programm, Zufall, System, Sammlung Etzold, Städt. Museum, Mönchengladbach
- 1975 Von der Fläche zu Raum. Beispiele geplanter Kunst  2. Ausstellung aus der Sammlung internationaler zeitgenössischer Kunst der Kunsthalle, Nürnberg
- 1976 Licht und Bewegung, Städtisches Museum, Gelsenkirchen
- 1977 Sammlung Etzold, eine Auswahl für 8 Räume, Städtisches Museum, Mönchengladbach
- 1977–1983 Grands et Jeunes d'aujourd'hui, Grand Palais, Paris
- 1982 Bildhauer im Schloss, Marburger Kunstverein, Marburg
- 1982 Einzelausstellung, Marburger Kunstverein
- 1983 Einzelausstellung, Galerie St. Johann, Saarbrücken
- 1983 Zeichnen konkret, Pfalzgalerie Kaiserslautern/ Kunstverein Freiburg
- 1986 Sammlung Etzold, Ein Zeitdokument, Städt. Museum Abteiberg, Mönchengladbach
- 1986 Konstruktivismus – Sammlung McCrory, Museum Louisiana, Humlebaek/ Tel Aviv Museum
- 1996 Kunst als Konzept, konkrete und geometrische Tendenzen seit 1960 im Werk deutscher Künstler aus Ost – und Südosteuropa, Museum Ostdeutsche Galerie, Regensburg
- 2000 Back to Kassel, Kasseler Kunstverein, Fridericianum, Kassel
- 2000, 2004, 2010, 2012, 2016 Kunst in Marburg, Marburger Kunstverein
- 2004 Einzelausstellung (mit Jo Enzweiler), Kunstverein Marburg
- 2011 Dialog über Grenzen – Die Sammlung Riese, Museum GASK, Kutna Hora, Prag/ Leopold-Hoesch-Museum, Düren
- 2012/13 Kontinuität und Erneuerung, Galerie Reckermann, Köln
- 2014 Struktur – Linie – Raum, Kunstraum Roy, Kunnersdorf bei Görlitz
- 2015 Konkrete Kunst in Europa nach 1945, Sammlung Ruppert, Kulturspeicher Würzburg
- 2015/2016 kasseler konzepte, konkretionen, konstruktionen teil 2, Galerie Hoffmann, Görbelheimer Mühle, Friedberg/Hessen
- 2016 Socha a Objekt XXI (sculpture and object XXI), Galèria Mesta Bratislavy, Bratislava

## Werke in öffentlichen Sammlungen und Museen
- Sammlung internationaler zeitgenössischer Kunst der Stadt Nürnberg
- Das Progressive Museum, Basel (1968–1974)
- Museum Abteiberg Mönchengladbach, Sammlung Etzold
- Louisiana Museum, Humlebaek, Sammlung Mc Crory
- Tel Aviv Museum, Tel Aviv, Sammlung Mc Crory
- Kunstforum Ostdeutsche Galerie, Regensburg
- Leopold-Hoesch-Museum Düren, Hubertus-Schoeller-Stiftung
- Kulturspeicher Würzburg, Sammlung Ruppert „Konkrete Kunst in Europa nach 1945“
- Kunstmuseum Marburg

## Bibliographie
- Hans Peter Riese: Böhm Fritz Krieglstein, München 1969
- Yvonne Hagen: Konstruktive Kunst, Elemente und Prinzipien, Modern Art Museum, München 1969
- Hans-Peter Riese: Werner Krieglstein - Material und Konzeption, Circular 13 (Hrsg.) Galerie Circulus, Bonn, 1977
- Sigurd Rompza: Methoden konstruktiv - konkreter Kunst: Mathematische Operationsmodelle, in Galerie St. Johann (Hrsg.): Zeichnen Konkret, Saarbrücken, 1984
- Matthias Bleyl, Armin Geus, Christina Weiss (Hrsg.): Katalog der Ausstellung: Krieglstein, Rompza, Staudt, Tschentscher, Kunstverein Pforzheim, 1985
- Anca Arghir: Transparenz als Werkstoff, Acrylglas in der Kunst, Köln 1988
- Peter Staechelin: Texte zur neueren Kunst, Schriftenreihe der Pädagogischen Hochschule Freiburg, Bd. 5, 1990
- Daniel Buchholz/ Gregorio Magnani, Eds, International Index of Multiples from Duchamps to the Present, Spiral/ Wacoal Art Center, Tokyo/ Verlag der Buchhandlung Walther König, Köln 1993
- Gerhard Leistner, Kunst als Konzept / Zwischen strenger Geometrie und monochromer Farbfeldmalerei / Konstruktive Konzepte seit 1960 von deutschen Künstlern aus Ost- und Südosteuropa, Ostdeutsche Galerie Regensburg 1996
- Gerhard Leistner, Vom Material zum Licht – Gedanken zur Genese der Plexiglasobjekte von Werner Krieglstein, Marburger Kunstverein, 2004
- Angela Weber (Hrsg.): Werner Krieglstein. Konkrete Skulptur und Zeichnung. Wienand, Köln 2023, ISBN 978-3-86832-742-7.

| Personendaten    | Personendaten                             |
| ---------------- | ----------------------------------------- |
| NAME             | Krieglstein, Werner                       |
| KURZBESCHREIBUNG | deutscher Künstler und Kunsterzieher      |
| GEBURTSDATUM     | 2. März 1937                              |
| GEBURTSORT       | Obersekerschan bei Mies, Tschechoslowakei |